# Strada dell'Assietta
La strada dell'Assietta è un percorso stradale (ex strada militare) radiato dal novero delle strade militari dal Ministero della difesa (il 04/12/2020), in gran parte sterrato, situato sulle Alpi Cozie, in Piemonte, lungo il crinale montuoso che separa la Val di Susa a nord dalla Val Chisone a sud, partendo da Pian dell'Alpe raggiunge dopo circa 30 chilometri Sestriere, sorpassando in successione diversi valichi montani tutti al di sopra dei 2.000 m di quota ed offrendo oggi un percorso in quota particolarmente pregevole per i panorami offerti su entrambe le valli.
È gestita dalla città metropolitana di Torino.  Essendo una strada di alta montagna, è prevista una chiusura invernale dal 31 ottobre al 30 giugno di ogni anno. In estate il transito ai mezzi motorizzati è regolamentato.

## Origine

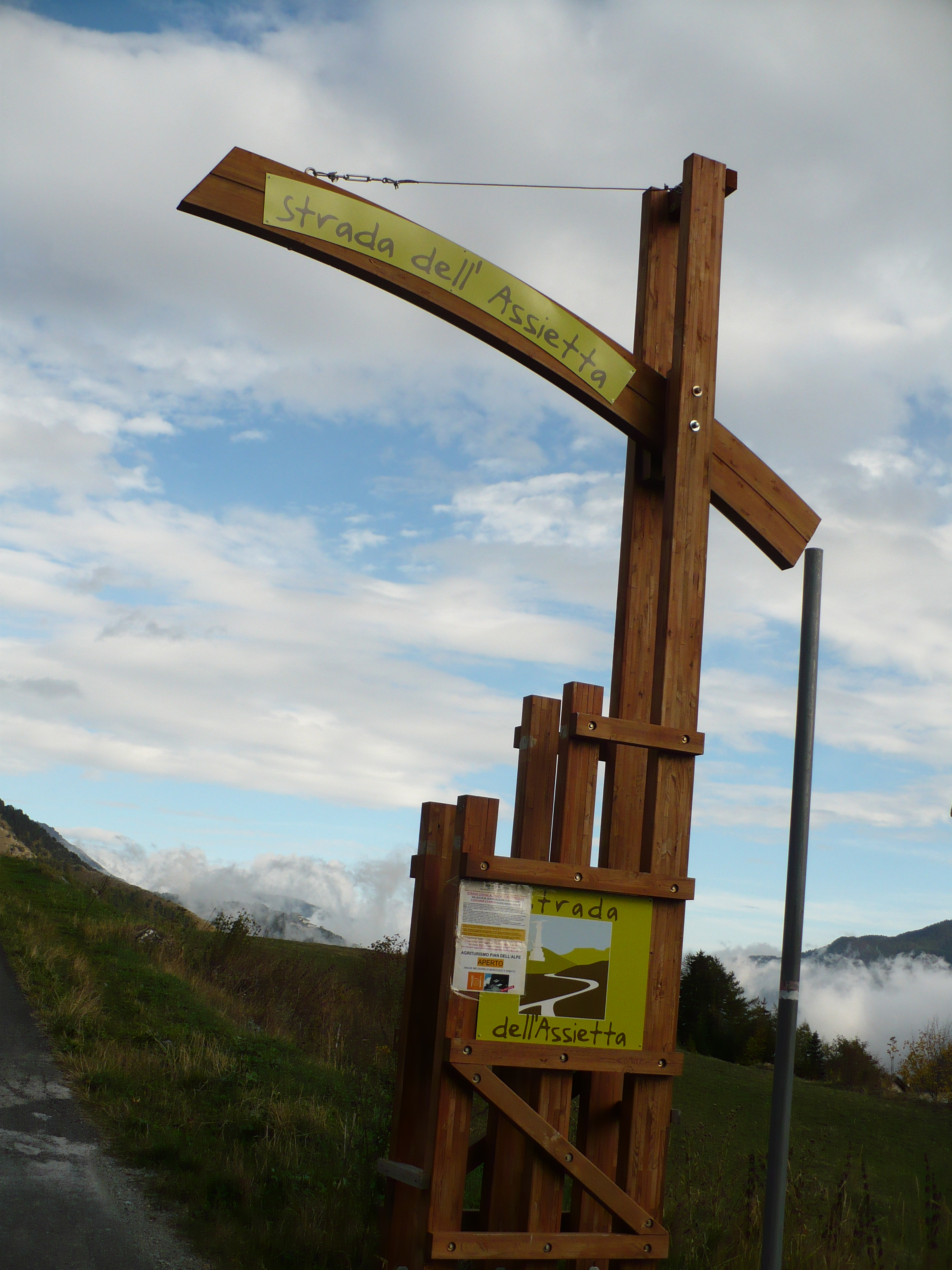
Un cartello posto ad un ingresso della strada.

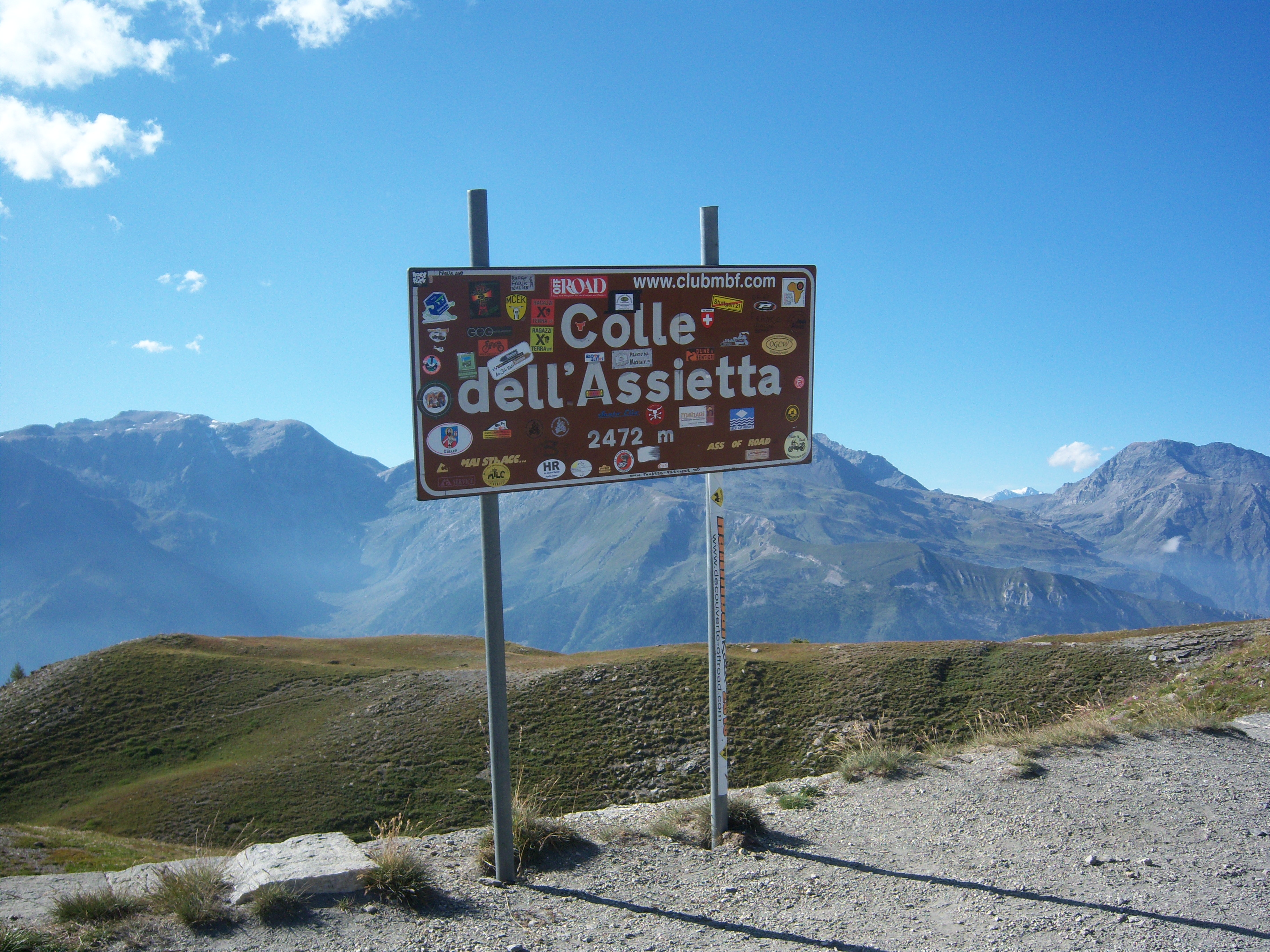
La strada al Colle dell'Assietta.

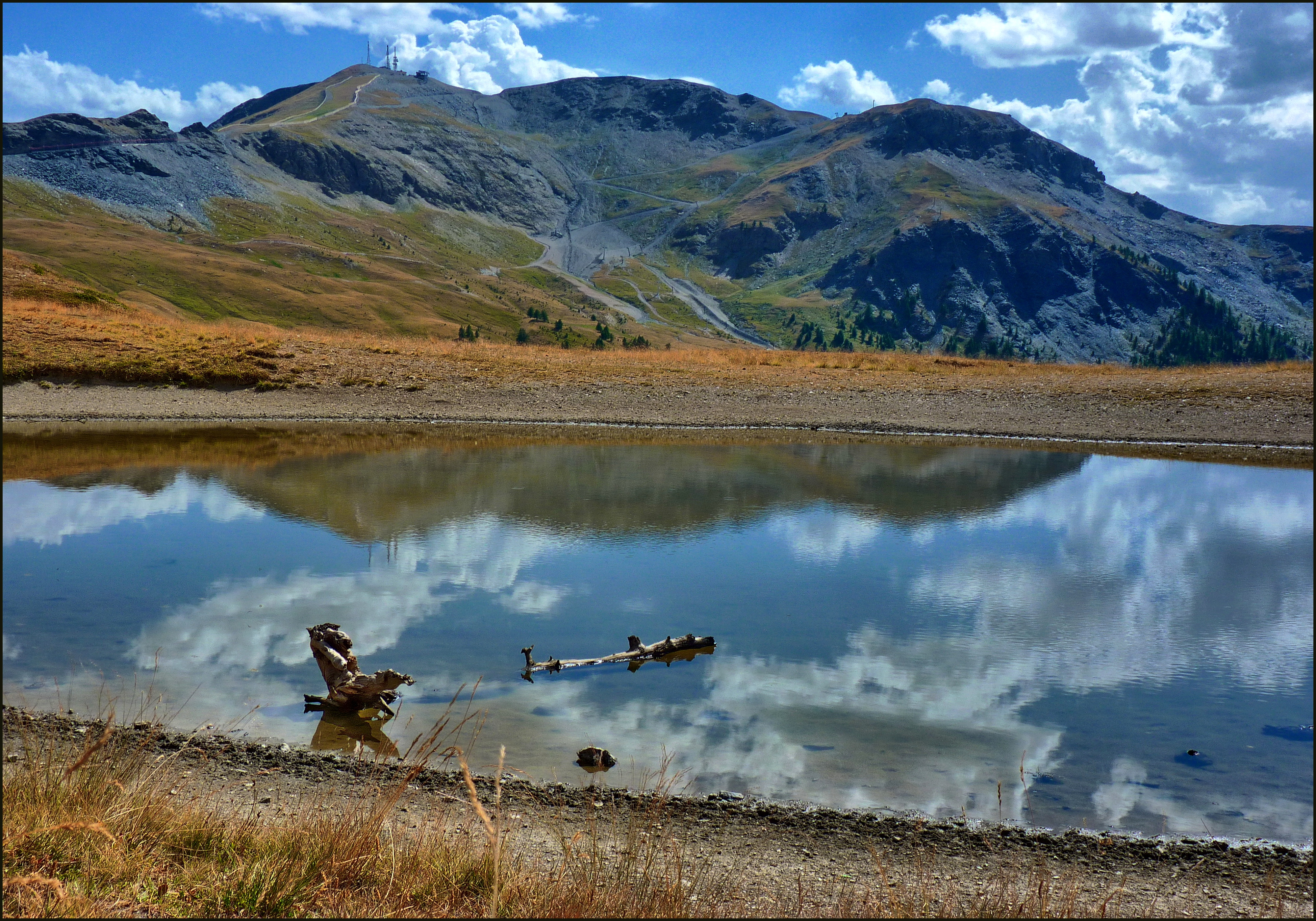
Panorama sui monti circostanti

Ha origine militare, la cui costruzione è stata motivata dal fatto di poter raggiungere e proteggere le opere militari poste nella zona del colle dell'Assietta e della vicina Testa dell'Assietta; tra queste spicca particolarmente il Forte del Gran Serin che può essere raggiunto esclusivamente a piedi, in quanto la strada è chiusa al traffico veicolare.

## Caratteristiche

### Percorso
Partendo dal Pian dell'Alpe si sale dolcemente passando ai piedi della Cima Ciantiplagna (2.849 m), della Cima delle Vallette (2.745 m), del Gran Pelà (2.692 m) e della Punta del Gran Serin (2.629 m) arrivando così al Colle dell'Assietta (2.472 m). Dopo continua un po' sul versante della Val Chisone e un po' sul versante della Val di Susa e attraversa nell'ordine i seguenti colli: Colle Lauson, Colle Blegier (2.381 m), Colle Costa Piana (2.313 m), Colle Bourget (2.299 m) ed il Colle Basset (2.424 m). Passa inoltre sotto i seguenti monti: Testa dell'Assietta (2.566 m), Testa di Mottas (2.547 m), Monte Gran Costa (2.615 m), Monte Blegier (2.585 m), Monte Genevris (2.533 m), Monte Triplex (2.507 m) ed il Monte Fraiteve (2.701 m).

### Manifestazioni sportive
Il percorso, altamente spettacolare, è conosciuto anche per la gara amatoriale MTB denominata Tour dell'Assietta.